# Запорожская епархия ПЦУ
Запорожская епархия Православной церкви Украины (укр. Запорізька єпархія Православної Церкви України) — епархия Православной церкви Украины. Была создана решением Священного Синода от 1 февраля 1996 года. До этого она была объединена с Днепропетровской епархией и носила название Днепропетровско-Запорожской. По состоянию на 2008 год епархия насчитывала 102 прихода.

## Управляющие епархией
- Григорий (Качан) (1 февраля 1996 — 13 декабря 2014)
- Фотий (Давиденко) (с 13 декабря 2014)